# 디지몬 테이머즈
디지몬 테이머즈(일본어: デジモンテイマーズ)는 구 디지몬 시리즈 중에서 2번째 시리즈이다. 스토리상 전편인 디지몬 어드벤처와 그의 후속작인 디지몬 어드벤처 02과는 전혀 연관이 없고, 등장인물도 다르며, 등장하는 디지몬들의 일부는 전편 디지몬 시리즈에 등장하는 디지몬과 같다. 국내에서는 2002년에 KBS 2TV를 통해 방영하였다.

## 개요
디지몬 TV 애니메이션 중 디지몬 어드벤처를 이은 2번째 시리즈이다. 그러나 전작과 연관있는 스토리는 아니며, 완전히 새로운 인물들과 컨셉으로 스토리가 진행된다. 도쿄 신주쿠(서울 종로구)와 디지털 세계를 배경으로 주인공 오유민, 리 젠랴(곽소룡), 은세나와 그 파트너 디지몬들이 활약한다.
이전 시리즈에 비해서 인기도나 상업적인 성공 측면에서는 부진했으나, 현실적인 스토리와 세계관, 특유의 어두운 분위기로 팬들 사이에서는 숨겨진 명작으로 알려져 있다. 실제로 테이머즈는 리얼리즘을 염두에 두어 제작이 되었다고 한다.

## 방송 일시
| 방송 채널 | 방송일                            | 방송 시간 |
| --------- | --------------------------------- | --------- |
| 후지TV    | 2001년 4월 1일 ~ 2002년 3월 30일  | 종료      |
| KBS 2TV   | 2002년 1월 14일 ~ 2003년 1월 20일 | 종료      |

## 등장인물
오유민
길몬
리 젠랴(곽소룡)
성우: 야마구치 마유미, 유키 히로(드라마 CD: Days, 정보와 비일상) / 김정애 / 데이브 위텐버그
중국계 일본인으로 12세인 초등학생이다. 아버지는 홍콩인이고, 어머니는 일본인(국내판에서는 한국인)이다. 보통 리 군이나 젠이라고 부른다. 실제 나이보다 조숙하게 행동한다. 파트너는 테리어몬이다.
테리어몬
성우: 타다 아오이, 신도 케이(드라마 CD: Days, 정보와 비일상) / 차명화 / 모나 마셜
테리어몬 진화트리: 테리어몬 → 갈고몬 → 래피드몬 → 세인트갈고몬
은세나
레나몬
성우: 이마이 미카 / 함수정
레나몬 진화트리: 레나몬 → 큐비몬 → 타오몬 → 샤쿠야몬
리 슈촌(곽소희)
성우: 나가노 아이 / 은영선
오유민과 여동생으로, 젠은 동생을 걱정하고 신경써주고 있지만, 상당히 철없는 행동을 자주 하곤해서 젠의 속을 태울 때도 있다. 파트너는 로프몬이다.
로프몬 진화트리: 로프몬 → 트루이에몬 → 안티라몬 → 케루비몬
카토 쥬리(황주연)
성우 : 아사다 요코 / 양정애
오유민과 같은 반 친구이자 유민이 좋아하는 인물. 그런데 유민이네 빵가게에 자주 와서 빵을 사가곤 하며 계산해주는 유민 아빠에게 은근슬쩍 유민이가 집에 있냐고 묻는 것을 보면 이쪽도 유민에 대한 연심을 품고 있는 여자아이
레오몬
시오다 히로카즈(강재호)
성우: 다마키 유키코 / 안경진 / 브라이언 맥도날드
타카토와 주리의 같은반 친구로, 타카토와 항상 디지몬 카드게임을 같이 한다. 파트너는 가드로몬이다.
키타가와 켄타(이성우)
성우: 아오야마 도코 / 유지영 / 스티븐 블룸
히로카즈와 같이 다니는 친구이며 디지몬 카드게임을 좋아한다. 파트너는 마린엔제몬이다.
아키야마 료(이재익)
성우: 가네마루 준이치 / 배정미, 신용우(극장판) / 스티븐 스테일리
다른 아이들보다 먼지 디지몬 세계로 갔으며 파트너는 사이버드라몬이다.
참고로 디지몬 어드벤처 극장판 우리들의 워게임과 디지몬 어드벤처 02, 그를 주인공으로 하는 몇 편에 출연하였다.
사이버드라몬
성우: 세다 잇타이 / 홍승섭
사이버드라몬 진화트리 사이버드라몬 → 저스티몬
임프몬
성우: 다카하시 히로키 / 송덕희
쌍둥이 남매와 함께 생활했으나, 도망쳐 나온다. 힘을 얻기 위해 데바와 계약을 해서 베르제몬으로 진화한 후 레오몬을 죽이고 나니 자책감에 빠지게 되고 다시 자신의 테이머였던 아이들과 화해하고 타카토 일행을 도와주게 된다.
임프몬 진화트리 임프몬 → 위자몬 → 바알몬 → 베르제브몬
쿠루몬
성우: 카네다 토모코 / 양정애
귀여운 디지몬의 모습을 하고 있는데, 사실 그의 정체는 바로 디지몬들의 진화를 담당하던 디지엔탈케이어이다. 하지만 청룡몬이 디지몬의 힘을 빌려 디지몬으로 만드는데, 이는 진정한 적인 데리바로부터 디지엔탈케이어를 지키기 위해서였지만 그 사실을 모르고 있었던 주치아오몬은 쿠루몬의 힘을 필요로 하게 되고 그래서 데바를 시켜 쿠루몬을 데리고 간다.
이로 인해 아이들은 쿠루몬을 구출하기 위해 디지몬 세계로 가게 된다.
메탈티라노몬
다크티라노몬이 진화한 형태이다. 1번째 에피소드에서 메일드라몬을 물리친다.
야마키 미츠오(정종진)
성우: 치바 스스무 / 홍승섭, 김기흥(투니버스)
총칭 정실장(야마키 실장)이라고 불리며 야심이 가득찬 과학자이자 일본 정부의 SIGINT 시스템을 목적으로 비밀리에 제작된 네트워크 감시 시스템 휴프노스의 제작자이며, 동명의 비밀 조직의 총 책임자로, 디지몬이 인류를 위협한다고 판단하여 인류의 안전을 명분으로 이들 생명체들을 제거하려 한다. 이에 따라 와일드 번치 팀을 다시 소집하여 자녀들의 안전을 볼모로 하여 디지몬에 대한 자세한 정보를 수집하게 한 뒤, 두 차례에 걸쳐 샤가이 프로그램을 실행하여 현실화된 디지몬들을 제거하려 하나 첫 시도에선 데바를 불러들이고 만다.
레이디데블몬

데바
주치아오몬
디지털 월드를 수호하는 4성수중 한마리 인간의 힘을 빌리지 않고 스스로의 진화를 추구하기 때문에 아이들을 공격하지만 진정한 적 데리바가 있다는걸 알고선 아이들과 손을 잡는다.
칭롱몬
디 리퍼
인간이 만들어낸 삭제 프로그램으로 과부하가 발생할 시 발동하도록 만든 원시 프로그램이었다. 하지만 몇 년사이에 디지털 월드는 눈부신 발전을 이륙했고 엄청난 진화를 거듭하지만 엄청난 진화는 용량의 과부하를 불러왔고 어딘가에 숨은 데 리퍼부활하고 만다.
디 리퍼는 디지털 월드를 위협해왔고 슬픔에 빠진 주연한테 접근해 인간조차 필요없는 자료로 인식해 현실세계에도 나타나게 된다. 하지만 아이들과 어른들이 필사적인 대항으로 퇴화시켜 물리친다.

## 주제가

### 한국방영 주제가
- 오프닝 테마

《질주》 Key : D-sharp minor (여자Key G-sharp minor)
노래：박응식(지무), 작사：김주희, 작곡：방용석, 편곡：신석훈
- 엔딩 테마

《외롭지 않아》 Key : B major
노래：정여진 & 김문선, 작사：김주희, 작곡&편곡：방용석
- 삽입곡

《Evolution》 Key : D minor
노래：튤라, 작사：김주희, 작곡&편곡：방용석

### 일본방영 주제가
- 오프닝 테마

《The Biggest Dreamer》 Key : D minor
노래 - 와다 고지, 작사 - 야마다 히로시, 작곡 - 오타 미치히코
- 엔딩 테마

《My Tomorrow》(엔딩1) Key : E minor
노래 - AiM, 작사 - 마쓰키 유, 작곡 - 오쿠보 가오루
《Days~愛情と日常~》(엔딩2) Key : G major
노래 - AiM, 작사 - 우란, 작곡 - 오쿠보 가오루
- 삽입곡

《SLASH!!》(카드 슬래시 테마) Key : B minor
노래 - 오타 미치히코, 작사 - 야마다 히로시, 작곡 - 오타 미치히코, 편곡 - 와타나베 체루
《EVO》(에볼루션 테마) Key : B minor
노래 - WILD CHILD BOUND, 작사 - 오모리 쇼코, 작곡・편곡 - 와타나베 체루
《One Vision》(매트릭스 에볼루션 테마) Key : E minor
노래 - 타니모토 타카요시, 작사 - 야마다 히로시, 작곡 - 오타 미치히코
《3 primary colors》(9/최종화(51화) 테마) Key : A major
노래 - 쓰무라 마코토(마츠다 타카토) & 야마구치 마유미(리 젠랴) & 오리카사 후미코(마키노 루키), 작사 - 야마다 히로시, 작곡 - 오타 미치히코

## 극장판

### 《디지몬 테이머즈 모험자들의 싸움》
- 기획 : 사쿠라다 히로유키
- 감독 : 이마자와 데쓰오
- 원작 : 혼고 아키요시
- 각본 : 고바야시 야스코
- 흥행 : 수익 10억엔
- 상영 시간 : 50분
- 제작 년도 : 2001년
- 설명 : 아포카리몬의 데이터 잔해인 메피스몬이 나온다.

### 《디지몬 테이머즈 폭주 디지몬 특급》
- 기획 : 바바 아쓰나리
- 감독 : 나카무라 데쓰지
- 원작 : 혼고 아키요시
- 각본 : 요시다 레이코
- 흥행 수익 : 20억엔
- 상영 시간 : 30분
- 제작 년도 2002년
- 설명 : 역대 디지몬 시리즈중 3번째로 흥행이 높은 작품으로 세나 위주의 스토리이다. 데리바 사건 이후 디지몬들과 테이머가 떨어진 후라 해서 못만날거 같지만 나중에 그 이야기와 연결하여 나타난다고 한다.

## 한국판 제작진
- 녹음 - 백광재
- 그래픽 - 권미정
- 편집 - 이윤주, 송제혁
- 번역 - 윤경아
- 연출 - 이원희
- 한국어판 제작 - KBS 미디어

## 관련 작품
- 디지몬 어드벤처 - 1999년작
- 디지몬 어드벤처 02 - 2000년작
- 디지몬 프론티어 - 2002년작
- 디지몬 X-evolution - 2005년작
- 디지몬 세이버즈 - 2006년작
- 디지몬 크로스워즈 - 2010년작